# Federico Hernán Domínguez
Federico Hernán Domínguez (Lanús, 13 d'agost de 1976) és un exfutbolista argentí, que ocupà la posició de defensa.
Inicia la seua carrera professional al Vélez Sarsfield, amb qui guanya la Copa Libertadores de 1994. La campanya 98/99 la milita al RCD Espanyol, de la primera divisió espanyola, però als pocs mesos retorna a Vélez on roman fins al 2002, quan fitxa per Independiente.
Posteriorment fitxa pel Santos Laguna mexicà, després de militar la primera part de la campanya 03/04 al CD Leganés, de Segona Divisió espanyola. Entre 2004 i 2007 milita al River Plate. Passa per l'Apollon Limassol xipriota i més tard recala al Nacional. El 2009 retorna al seu país per jugar amb l'Argentinos Juniors.

## Títols
- Apertura: 1994, 2002
- Copa Libertadores: 1994
- Clausura: 1996

## Selecció
Domínguez va disputar un encontre amb la selecció argentina. Abans, en categoria juvenil, s'havia proclamat campió del món el 1995.